# Area di conservazione Guanacaste
L'area di conservazione Guanacaste (in spagnolo: Area de Conservación Guanacaste) è un'area protetta che si trova nella Costa Rica nord-occidentale; essa è composta dai parchi nazionali di Santa Rosa, Guanacaste, Rincón de la Vieja e dalla regione protetta di Junquillal. L'insieme dei parchi si estende su di una superficie di 1.470 chilometri quadrati.
L'area di conservazione è importante per la sua biodiversità, per il fatto che ospita numerose specie animali e vegetali in pericolo d'estinzione e perché contiene una delle ultime foreste vergini dell'America centrale.
Nel 1999 è stata inserita nell'elenco dei patrimoni dell'umanità dell'UNESCO.